# Levi Lincoln Jr
Levi Lincoln Jr (25 octobre 1782 - 29 mai 1868) est un homme politique américain. Il est gouverneur du Massachusetts sous l'étiquette républicaine-démocrate de 1825 à 1834.